# Шана, Руман
Мохаммад Руман Шана (англ. Mohammad Ruman Shana, бенг. মোহাম্মদ রোমান সানা; род. 8 июня 1995, Кхулна) — лучник из Бангладеш, специализирующийся в стрельбе из олимпийского лука. Бронзовый призёр чемпионата мира и участник Олимпийских игр.

## Биография
Мохаммад Руман Шана родился 8 июня 1995 года.
Имеет высшее образование в Национальном университете Бангладеш в Газипуре.
Служит в армии Бангладеш.

## Карьера

### Ранние годы
Спортом начал заниматься в 2008 в Дакке. Стрельба из лука, по словам Шана, была неизвестным видом спорта,  который на серьёзном уровне существовал в стране всего шесть лет. Руман узнал о стрельбе из лука, когда к нему на тренировку приехал бывший лучник. 
Выступил на чемпионате мира 2013 года в Анталии, где дошёл до 1/32 финала в личном первенстве.
В 2014 году завоевал золотую медаль на Азиатском Гран-при в Таиланде, победив в четвертьфинале серебряного призёры Олимпиады-2012 японца Такахару Фурукаву, а в финале россиянина Баира Цыбекдоржиева со счётом 6:4. В том же году на Азиатских играх в Инчхоне в своём первом матче на стадии 1/16 финала проиграл казахстанцу Денису Ганькину.
В 2015 году принял участие на чемпионате мира в Копенгагене. Руман Шана показал 33-й результат в рейтинговом раунде, набрав 643 очка, и в первом матче победил северокорейского лучника Пак Ён Вона со счётом 7:3, а в следующем матче оказался сильнее серба Луки Поповича со счётом 6:2. В третьем раунде он проиграл победителю рейтингового раунда и олимпийскому чемпиону Мауро Несполи из Италии со счётом 2:6.
В июле 2018 года принял участие на Кубке мира в Берлине, где занял семнадцатое место. На Азиатских играх 2018 года в Джакарте Руман Шана стал третьим в рейтинговом раунде, сразу попав в 1/16 финала. В первом матче он победил тайского лучника Виттхая Тхамвонга (6:2), а в 1/8 финала проиграл индонезийцу Риау Эга Агата.

### 2019 год
В 2019 году на первом этапе Кубка Азии в Таиланде Руман Шана дошёл до финала, где проиграл казахстанцу Ильфату Абдуллину и завоевал серебряную медаль.
Летом лучник выступил на чемпионате мира в Хертогенбосе и начал с первого раунда, заняв двадцатое место в рейтинговом раунде с 676 очками. В первом матче он победил немца Томаса Руфера (7:1), а затем мексиканца Анхеля Давида Альварадо Сантина со счётом 6:2. В 1/16 финала со счётом 6:4 бангладешский лучник победил австралийца Райана Тайака, а в 1/8 финала оказался с тем же счётом сильнее олимпийского чемпиона Ким У Джина из Южной Кореи. В четвертьфинале Шана победил голландца Шефа ван ден Берга, занявшего пятое место в рейтинговом раунде. В полуфинале, однако, победу одержал малайзией Хайрул Ануар Мохамад, но Руман Шана смог победить итальянца Мауро Несполи в матче за третье место и завоевать бронзовую медаль. Это достижение позволило бангладешскому спортсмену подняться на 26 мест вверх в рейтинге, став четырнадцатым на момент окончания чемпионата мира. При этом он стал первым лучником из Бангладеш, сумевшим завоевать медаль мирового первенства.
После чемпионата мира Шана выступил на Кубке мира в Берлине, но выбыл на стадии 1/16 финала. На третьем этапе Кубка Азии на Филиппинах завоевал золото, победив китайца Ши Чжэньци в финале. На чемпионате Азии в Бангкоке дошёл до 1/16 финала, где проиграл тайцу Танапату Патхайрату.

### 2021 год
В 2021 году выступил на двух этапах Кубка мира. Он дошёл до 1/16 финала личного первенства и завоевал серебряную медаль в миксте в Лозанне, а затем выступил на этапе в Париже, где в личном первенстве проиграл уже в первом раунде.
Выступил на Олимпийских играх, куда получил путёвку благодаря успеху на чемпионате мира в Хертогенбосе. Участвовал в миксте с Дией Сиддик, но уже в первом раунде (1/8 финала) сборная Бангладеш попала на Южную Корею и всухую проиграла. В индивидуальном первенстве Руман Шана победил в первом матче британца Тома Холла, но уже на стадии 1/16 финала проиграл канадцу Криспину Дуэньясу.